# Tony Canzoneri
Tony Canzoneri (* 6. November 1908 in Slidell, Louisiana; † 9. Dezember 1959 in New York City, New York) war ein US-amerikanischer Boxer.

## Profi
Der Italo-Amerikaner Canzoneri wurde 1925 mit 16 Jahren Profi. Achtzehnjährig boxte der Pressure Fighter bereits um den Bantamgewichtsweltmeistertitel der NBA (Vorläufer der World Boxing Association) gegen Bud Taylor unentschieden und verlor den Rückkampf.
Im Jahr 1927 gewann er den Federgewichtstitel der NYSAC gegen einen vom Gewichtmachen geschlauchten und daher indisponierten Johnny Dundee und besiegte Taylor in einem Nichttitelkampf. Er verteidigte gegen Benny Bass, verlor den Titel gegen Andre Routis.
Sein erster Griff nach der Leichtgewichtskrone scheiterte 1929 an Sammy Mandell, aber 1930 schlug er Al Singer in der ersten Runde schwer k. o.
1931 besiegte er für den Halbweltergewichtsweltmeistertitel Jackie Berg, der ihn 1930 noch ausgepunktet hatte (Canzoneri gewann auch einen dritten Kampf) und verteidigte den Leichtgewichtstitel gegen Kid Chocolate, dem er 1933 dessen erste K.-o.-Niederlage zufügte. Damit war Canzoneri der zweite Kämpfer der Boxgeschichte, der Weltmeister in drei Gewichtsklassen wurde.
Barney Ross unterlag er 1931, ebenso wie 1932 Johnny Jadick, jeweils zwei Mal in Titelkämpfen. 1933 punktete er aber Baby Arizmendi aus und konnte 1935 den vakanten Leichtgewichtstitel gegen Lou Ambers zurückgewinnen. 1934 benannte das Fachmagazin The Ring Canzoneri als Kämpfer des Jahres.
1936 schlug er Jadick in einem Nichttitelkampf, unterlag aber Ambers im Rückkampf um den Titel 1936 und erneut 1937, seinem letzten Titelkampf. Auch dem größeren Jimmy McLarnin unterlag er nach Punkten.
Es ging jetzt allmählich bergab, nach der ersten und einzigen K.-o.-Niederlage seiner Karriere gegen den ungeschlagenen Al „Bummy“ Davis hörte er mit dem Boxsport auf.
Canzoneri trat in zwei Boxfilmen auf: 1949 in einer größeren Nebenrolle in dem B-Film Rache im Ring und 1952 in einer nicht im Abspann genannten Kleinrolle in John Fords preisgekröntem Der Sieger.
1990 fand Canzoneri Aufnahme in die International Boxing Hall of Fame. The Ring setzte ihn in der Rangliste der besten Leichtgewichtsboxer aller Zeiten auf den achten Platz.